# Töhötöm
A Töhötöm a régi magyar Tühütüm névből származik, ami török eredetű, jelentése: herceg.

## Rokon nevek
- Tétény:[1] szintén a Tühütüm névből ered.[3]

## Gyakorisága
Az 1990-es években a Töhötöm és a Tétény szórványos név, a 2000-es években nem szerepelnek a 100 leggyakoribb férfinév között.

## Névnapok
Töhötöm
- április 20.[2]
- június 14.[2]
- szeptember 2.[2]
- szeptember 15.[2]
- november 5.[2]
- december 18.[2]

Tétény
- május 1.[3]
- november 5.[3]

## Híres Töhötömök, Tétények
- Töhötöm – a hét vezér egyike